# Naturschutzgebiet Hengesberg
Das Naturschutzgebiet Hengesberg mit einer Größe von 4,26 ha liegt nördlich von Leitmar im Stadtgebiet von Marsberg im Hochsauerlandkreis. Es wurde 2008 mit dem Landschaftsplan Marsberg als Naturschutzgebiet (NSG) ausgewiesen. Das NSG stellt seit 2004 eine von drei Teilflächen des Fauna-Flora-Habitat-Gebietes (FFH) Leitmarer Felsen (Natura 2000-Nr. DE-4519-306) im Europäischen Schutzgebietssystem nach Natura 2000 mit 588 ha Größe dar. Die anderen beiden Teilflächen des FFH-Gebietes sind das Naturschutzgebiet Emmese und das Naturschutzgebiet Leitmarer Felsen. Das NSG gehört seit 2023 zum Vogelschutzgebiet Diemel- und Hoppecketal mit angrenzenden Wäldern.

## Beschreibung
Den Untergrund des NSG bildet Kalkstein. Das NSG umfasst einen Rotbuchenwald. Im Westteil des NSG finden sich auf früheren Kalkmagerrasen ein teils lückiger Wald aus Kiefern und Rotfichten.